# Tigbauan
Tigbauan è una municipalità di seconda classe delle Filippine, situata nella Provincia di Iloilo, nella Regione del Visayas Occidentale.
Tigbauan è formata da 52 baranggay:
- Alupidian
- Atabayan
- Bagacay
- Baguingin
- Bagumbayan
- Bangkal
- Bantud
- Barangay 1 (Pob.)
- Barangay 2 (Pob.)
- Barangay 3 (Pob.)
- Barangay 4 (Pob.)
- Barangay 5 (Pob.)
- Barangay 6 (Pob.)
- Barangay 7 (Pob.)
- Barangay 8 (Pob.)
- Barangay 9 (Pob.)
- Barosong
- Barroc

- Bayuco
- Binaliuan Mayor
- Binaliuan Menor
- Bitas
- Buenavista
- Bugasongan
- Buyu-an
- Canabuan
- Cansilayan
- Cordova Norte
- Cordova Sur
- Danao
- Dapdap
- Dorong-an
- Guisian
- Isawan
- Isian

- Jamog
- Lanag
- Linobayan
- Lubog
- Nagba
- Namocon
- Napnapan Norte
- Napnapan Sur
- Olo Barroc
- Parara Norte
- Parara Sur
- San Rafael
- Sermon
- Sipitan
- Supa
- Tan Pael
- Taro